# Loricariidae

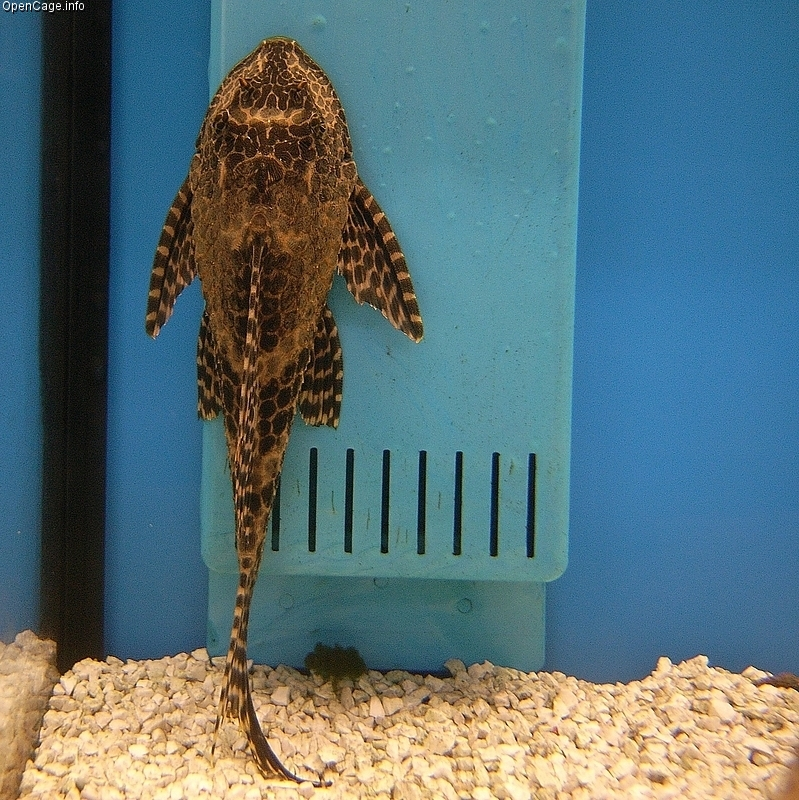

Los loricáridos son una familia de bagres o siluriformes fundamentalmente sudamericanos, caracterizada por la posesión de ventosas bucales y conocidos popularmente como vieja del agua, vieja de río, corroncho o cuchas. La función de esta ventosa es el anclaje a superficies, como adaptación a aguas de corrientes rápidas, y como sistema de rascado de algas y materia vegetal enormemente eficiente.

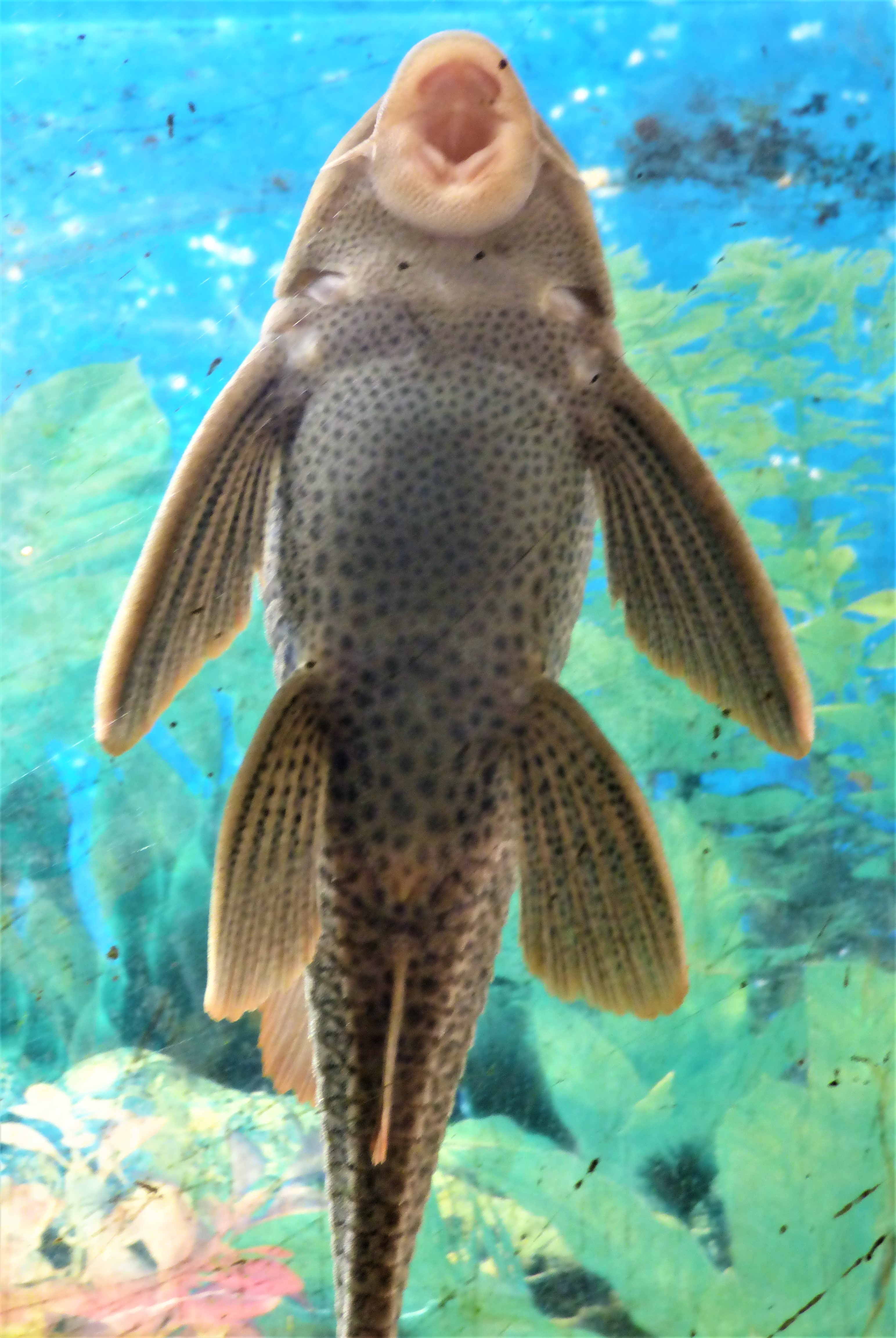
Ejemplar de Vieja de agua (Loricariidae), zoológico de Salto, Uruguay, 2018.

Son especies con poco interés pesquero o de cultivo en acuicultura. Sin embargo, son importantes en acuariofilia, tanto las especies capturadas en el medio natural como algunas de cultivo.
Dentro del mercado acuariófilo algunas especies son muy apreciadas como limpiadores de algas. Hasta la década del noventa, la mayoría de especies comercializadas eran poco vistosas, y con un número de especies muy reducido. Actualmente se han descubierto un considerable número de especies, gran parte de ellas disponibles en el mercado antes incluso de tener asignado un nombre científico, lo que ha llevado a desarrollar un sistema de numeración para definirlas (los llamados números L). Entre las especies disponibles hay algunas cotizadísimas, de aspecto muy atractivo con líneas y puntos, como pueden ser algunas de los géneros Hypancistrus o Baryancistrus.

## Géneros seleccionados
Algunos géneros seleccionados de esta familia de peces son:
- Acestridium
- Ancistrus Kner,
- Brochiloricaria Isbrücker & Nijssen, 1979
- Chaetostoma Tschudi, 1846
- Farlowella Eigenmann and Eigenmann, 1889
- Hemiancistrus
- Hypancistrus Isbrücker & Nijssen , 1991
- Hypostomus Lacépède, 1803
- Pterygoplichthys Gill, 1858